# 岡崎正也
岡崎 正也（おかざき まさや、前名・源之助、1864年9月25日〈元治元年8月25日〉 - 1942年〈昭和17年〉2月19日）は、明治時代から昭和初期の日本の弁護士、会社役員、資産家。族籍は三重県平民。

## 経歴
三重県河芸郡一身田村字上津部田（現・津市）出身。岡崎源十郎の長男。生家は代々農業を営む。1878年、新潟英語学校に入り、在学2年で4ヶ年の課程を終え学業が大に進む。1881年、大学予備門に入り、その後病気のため2年休学する。1883年、家督を相続し、前名・源之助を改める。
1886年、大学予備門の課程を終え1887年、高等中学法科を卒業する。1890年、帝国大学法科大学を卒業、法学士の称号を受く。代言人免許を受け東京新組合代言人会に所属、1893年、弁護士法施行とともに弁護士となり、訴訟事務に従事する。
民事及び行政訴訟を専門とする。傍ら東京法学院、東京専門学校講師を兼ねる。東京弁護士会の牛耳を執り、民法の大家（たいか）として知られる。東京弁護士会から第一東京弁護士会が分裂してからは第一東京弁護士会に所属。
東京電燈監査役、信越電力取締役を務める。1928年、弁護士隠退と同時に諸会社の役員を辞す。

## 人物
趣味は陶器、書画、謡曲。宗教は天台宗。三重県在籍。住所は東京市麻布区本村町。墓所は谷中霊園。

## 家族・親族
岡崎家
- 父・源十郎（三重平民）[3]
- 妻・きよ（1875年 - ?、東京、植木清吉の二女）[4][7]
- 長男・正彦（1897年 - ?、垣内商事社員[7]、資産家[9]）
  - 同妻・英子（1902年 - ?、東京、稲茂登三郎の三女）[8][9]
- 娘・ステ（1896年 - ?、静岡、弁護士鈴木於用の妻）[7]
- 孫[8]

親戚
- 長男の妻の父・稲茂登三郎（実業家、衆議院議員、同じく議員の木暮武太夫の弟[14]）
- 妹の夫・高木益太郎[11]（弁護士、衆議院議員）

## その他
昭和17年、それまで所蔵していた一休宗純和尚の肖像画（現在重要文化財で、弟子の没倫紹等賛作）や厩図屏風（同じく重要文化財で、両方とも室町時代の作）などの絵画が当時の東京帝室博物館、現在の東京国立博物館に寄贈された。